# Retalia rubida
Retalia rubida là một loài tò vò trong họ Ichneumonidae.